# Gabriel García Márquez
Gabriel José de la Concordia García Márquez, född 6 mars 1927 (ibland noterat som 1928) i Aracataca i departementet Magdalena i Colombia, död 17 april 2014 i Mexico City i Mexiko, var en colombiansk författare. 1982 tilldelades han Nobelpriset i litteratur ”för hans romaner och noveller, där det fantastiska och det realistiska förenas i en rikt sammansatt diktvärld, som speglar en kontinents liv och konflikter”.
Han tillhör, jämte bland andra Julio Cortázar, Mario Vargas Llosa och Carlos Fuentes, den generation latinamerikanska författare som slog igenom på 1960-talet under beteckningen "el boom". Hans mest berömda bok, Cien años de soledad (Hundra år av ensamhet, 1967), utspelar sig i byn Macondo, inspirerad av författarens födelseby Aracataca i norra Colombia. Dagens Aracataca är ett tynande samhälle, kvävt av hetta, fukt och damm. Byns förvandling under Banankompaniets framfart och den massaker på bananarbetare som skildras i boken har verklighetsbakgrund. Ämnet förekommer i flera andra av hans böcker, bland annat i debutboken La hojarasca (Virvlande löv).

## Biografi
13 år gammal kom García Márquez till huvudstaden Bogotá för att gå i läroverket. Ensam i den stora staden, fann han tröst i världslitteraturen. Längre fram, sedan han börjat studera juridik vid universitetet, kom han i kontakt med de modernistiska poeterna i gruppen Piedra y cielo. Mötet fick honom att lämna juridikstudierna för att ägna sig åt journalistik och författarskap.
Sin första bok, La hojarasca (1955) gav han ut på eget förlag. Den mötte inget nämnvärt gensvar och inte de följande heller. García Márquez arbetade nu som journalist på den ansedda dagstidningen El Espectador, men inte förrän 1967 slog han igenom som skönlitterär författare med utgivningen av Hundra år av ensamhet.
Under 1950- och 60-talen arbetade García Márquez som utrikeskorrespondent. Från 1955 var han El Espectadors utsände i Paris, där han sedan blev arbetslös, efter det att diktatorn Rojas Pinilla stängt tidningen. Efter ett mellanspel i Venezuela återvände han till Bogotá 1959 och började arbeta med den revolutionära kubanska nyhetsbyrån Prensa Latina. 1961 blev han dess utrikeskorrespondent, först i New York och senare i Mexiko. I slutet av 60-talet lämnade han journalistiken för att helt ägna sig åt skönlitteraturen. Han förblev den kubanska regimen trogen och blev med tiden personlig vän till Fidel Castro. Vid sin död bodde han i Mexico City; men han hade bostäder även i Cartagena de Indias och i Paris. I Havanna stod en villa till hans förfogande.
Han var gift med Mercedes Barcha Pardo och far till filmregissören Rodrigo García. Gabriel García Márquez hade ett livslångt intresse för film, han skrev flera filmmanus och stödde ett kubanskt institut för utbildning av filmregissörer.

## Författarskap

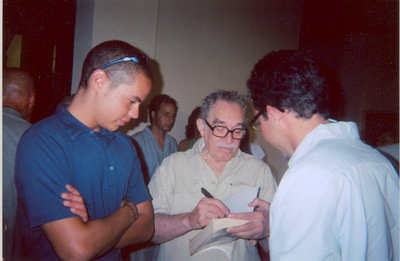
Gabriel García Márquez signerar en bok.

Gabriel García Márquez har berättat vilken stor roll det hus, där han bodde sina första åtta år, har spelat för hans författarskap. Hemmet befolkades inte bara av morföräldrarna och andra starka personligheter utan också av de döda anförvanter som mormodern hörde och såg. Morfadern var en pensionerad överste från inbördeskriget som skymtar i flera av böckerna, till exempel El colonel no tiene quien le escriba (Översten får inga brev). Detta hem och dess persongalleri blev förebilden till romanen Hundra år av ensamhet. Författarens böcker och noveller utspelar sig med få undantag i Colombia, inte minst dess karibiska kustland.
Gabito (lille Gabriel) - som han kallades hemma - lärde sig måla som fyraåring - långt innan han kunde skriva - och alla trodde han skulle bli målare (konstnär). Hans farfar översten lät honom måla på väggarna till kvinnornas förskräckelse. I skolan beundrade alla hans tecknartalang. Till och med hans litteraturlärare, som var säker på att han skulle bli författare, tvivlade.
Den lille Gabito var också teaterregissör, trollkonstnär och korgosse långt innan han blev författare. Farfar tog med honom på teater och på cirkus. Och Gabito satte upp teaterföreställningar med sina vänner. Han trollade också bort sjaletter och lade flickor i lådor som han sågade itu, medan flickorna smet ut genom ett hål på baksidan. Men han kunde aldrig få en duva att försvinna ur en hatt.
Han var korgosse i kyrkan. Men han förstod aldrig när han skulle ringa i klockan. Han gjorde det när som helst, när han kände sig inspirerad.
Sin första litterära framgång hade han - berättar han i sina memoarer - när Belgiern dog. Hans farfar tog med honom att se den döde, det var första gången Gabito såg en död människa. Det första han lade märke till var lukten i sovrummet, och hans starkaste upplevelse vid åsynen av liket var känslan av hur tråkiga nätterna måste ha varit för mannen. Kanske var det därför han sa: "Belgiern kommer aldrig mer att spela schack."
Farfadern tyckte repliken var så märkvärdig så han berättade för alla vad Gabito sagt. Och de berättade det vidare. Först tyckte pojken det var jobbigt, men så insåg han att var och en berättade sin egen version av det som hänt, och ingen version var den andra helt lik. En mycket användbar insikt för en författare.
Gabito lyssnade på allt som sades. Han visste så mycket att hans mamma senare sa att han redan som barn visste så mycket att han liknade en gammal gubbe.Han berättade saker hela tiden. Hans pappa sa att Gabriel gick någonstans, såg något och kom hem och berättade något helt annat. Han gjorde allting större.
Han följde med sin farfar överallt och lyssnade på alla människors berättelser, tyst som en mus för att de inte skulle märka att han var där och köra iväg honom. Senare förstod man att han var född författare.
García Márquez' författarskap brukar, tillsammans med en skara sinsemellan rätt olika författare och konstnärer, inordnas  under rubriken magisk realism. Hans litterära värld präglas ofta av en blandning mellan realism och övernaturliga fenomen, vilket ger en starkt poetisk och stundtals bisarr verkan. Hans skönlitterära verk speglar sällan eller aldrig hans politiska engagemang, möjligen med undantag för El General en su laberinto (Generalen i sin labyrint, om Simón Bolívars sjukdom och död) och El otoño del patriarca (Patriarkens höst) som bägge innehåller inkännande porträtt av en åldrande diktator som går vilse i palatsets och minnets korridorer.
Debutromanen Virvlande löv (1955) är en berättelse om en gammal överste (som har likheter med García Márquez' morfader) som försöker anordna en värdig kristen begravning åt en impopulär fransk läkare, i vilket han endast har stöd av sin dotter och dotterson. Hela handlingen utspelar sig i ett och samma rum under en halvtimme och ger bland annat genom en inre monolog barnets perspektiv på sin första upplevelse av döden.
Det stora genombrottet kom med Hundra år av ensamhet (1967) som med magisk realism berättar en myllrande släktkrönika över sju generationer av familjen Buendía. Liksom de flesta av García Márquez berättelser utspelar den sig i den fiktiva byn Macondo. Boken blev García Márquez internationella genombrott och var den tyngst vägande anledningen till att han senare tilldelades nobelpriset i litteratur.
Patriarkens höst (1975)  skildrar en åldrande diktator i ett ej namngivet land. García Márquez hade när han skrev romanen flera verkliga förebilder till denna bild av huvudpersonens ensamhet, desperation och hänsynslöshet för att hålla sig kvar vid makten. Den är skriven på ett komplext språk med långa vindlande meningar och en uppbruten kronologi.
Krönika om ett förebådat dödsfall (1981) handlar om ett mord i Macondo. Berättelsen är originell, bland annat eftersom händelseförloppet nystas upp baklänges och slutar med själva mordet.

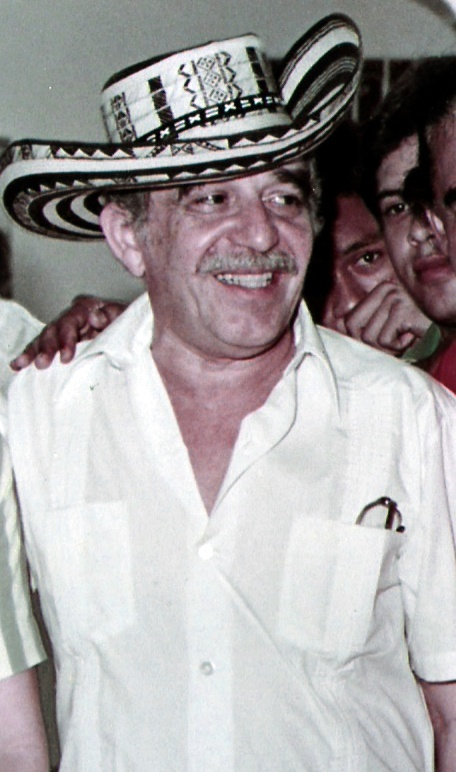
Gabriel García Márquez 1984.

Kärlek i kolerans tid (1985) är en mer traditionell kärleksroman där handlingen sammanfaller med en koleraepidemi.
Generalen i sin labyrint (1989) är en roman som med dokumentära inslag skildrar Simón Bolívars sista tid med tillbakablickar på hans liv. Romanen har vissa likheter med Patriarkens höst och García Márquez ville med boken ge en mer nyanserad bild av den heroiserade frihetshjälten Bolívar.
2002 gav García Márquez ut den första delen av sina memoarer, Vivir para contarla. 2004 utkom han med en ny roman, Memoria de mis putas tristes.

## Nobelpriset
1982 tilldelades García Márquez nobelpriset i litteratur med motiveringen "för hans romaner och noveller där det fantastiska och det realistiska förenas i en rikt sammansatt diktvärld, som speglar en kontinents liv och konflikter". Han var den förste colombian och den fjärde latinamerikan som tilldelats detta pris. I sin nobelföreläsning Latinamerikas ensamhet talade García Marquez bland annat om hur europeisk kolonialism har påverkat de latinamerikanska ländernas kultur och konflikter.

## Film
García Marquez har även varit verksam som manusförfattare till ett flertal filmer. Flera av hans romaner och noveller har också filmatiserats. 1987 gjorde den italienske regissören Francesco Rosi film av Krönika om ett förebådat dödsfall och 2007 filmatiserades Kärlek i kolerans tid av Mike Newell. Flera av García Marquez' berättelser har även filmats i Mexiko.